# Крамптон, Натан
Натан Крамптон (англ. Nathan Crumpton; род. 9 октября 1985, Найроби) — спортсмен из Американского Самоа, участник летних и зимних Олимпийских игр. Активно занимается скелетоном и лёгкой атлетикой (спринт, прыжки в длину и Тройной прыжок). Он также работает фотографом и фотомоделью.

## Биография
Натан Крамптон родился в Найроби, где в то время находился его отец, работавший на дипломатическую службу США. В результате он провёл первые пять лет своей жизни в Восточной Африке, затем в Женеве, Хараре, а позже также в Канберре, прежде чем переехать на родину в Виргинию и там окончить среднюю школу. Затем Крамптон изучал экологию и социологию в Принстонском университете. Помимо прочего, он работает фотомоделью — особенно в области спорта и фитнеса — и как опытный мультиспортмен представляет различные виды спорта в короткометражных документальных фильмах и репортажах для различных телеканалов. Он также работает фотографом, специализируясь, но не исключительно, на спортивной фотографии, опубликовал много фотографий, а также получил награды за свои снимки. В частности, он работал в этой области в университетской газете The Daily Princetonian. С 2017 года он был сокомментатором этапов Кубка мира по скелетону для американского телевидения. Крамптон живёт в Парк-Сити.
После неудачной попытки попасть в национальную сборную США по скелетону в олимпийском сезоне 2017-18 гг. Крамптон попытался сменить спортивное гражданство на Американское Самоа в 2018 году. По матери он имеет не только китайское, но и полинезийское происхождение. Американские спортсмены с таким опытом постоянно стремятся соревноваться за одну из независимых спортивных территорий США в Океании. Изменение было завершено в 2019 году.. В ходе смены гражданства он впервые побывал в Американском Самоа для завершения формальностей.
В детстве Крамптон увлекался различными видами спорта, включая футбол, регби, хоккей на траве, сквош и горные лыжи.

## Лёгкая атлетика
Будучи студентом Принстона, Крамптон был членом университетской команды по лёгкой атлетике. Помимо бега на 100 метров, его важнейшими дисциплинами были тройной прыжок и прыжок в длину. Он был членом команды NCAA Division I в течение четырёх лет. Когда он был участником Команды всех звёзд спортивной серии (выбор All-Ivy League) в тройном прыжке, то являлся третьим по скорости и восьмым по дистанции прыгуном тройным в истории Принстонского университета..

Крамптон (на дорожке 2) во время олимпийской игр.

После того, как Крамптон начал заниматься скелетоном под впечатлением от зимних Олимпийских игр 2010 года, он сначала отложил свои амбиции в лёгкой атлетике. После того, как мечта об Олимпийских играх по скелетону 2018 года рухнула, появилась идея соревноваться в лёгкой атлетике за Американское Самоа. Здесь Крамптон мог надеяться принять участие в играх в качестве спринтера, так как каждый НОК при желании мог получить квоту в беге на 100 метров, а конкуренция на островах не очень большая. После перехода из Олимпийского комитета США в Олимпийский комитет Американского Самоа Крамптон получил персональное приглашение для участия в летних Олимпийских игр 2020 года в Токио. К счастью для него, тренировочные программы по лёгкой атлетике и скелетону были в значительной степени одинаковыми или похожими, поэтому в специальной корректировке не было необходимости. 31 июля он был одним из бегунов с одним из самых слабых результатов в квалификации в первом из трёх квалификационных забегов, где он финишировал последним с результатом 11,27 секунды. Поскольку три спортсмена, Секо Камара из Гвинеи-Бисау, Адриан Илилау из Палау и Карало Майбука из Тувалу, показали более слабые результаты в последнем из трёх квалификационных забегах, Крамптон занял четвёртое место с конца в итоговом протоколе. Во время церемонии закрытия летних Олимпийских игр 2020 года он был знаменосцем своего НОК.

## Скелетон
После начала занятия скелетоном в 2010 году он дебютировал в международном Кубке Северной Америки в сезоне 2012/13 на этапах в Парк-Сити (США) и Калгари (Канада), заняв 11-е и 16-е места. Прошло почти ровно два года, прежде чем он снова выступил за сборную в сезоне 2014/15 в рамках Кубка Европы в Лиллехаммере (Норвегия), заняв 12-е и 13-е места. Он участвовал во всех этапах сезона, но ни разу не смог занять место выше 12-го. В итоге он стал 14-м в общем зачёте с 176 очками.
В сезоне 2015/16 Крамптону удалось отобраться на Кубок мира по скелетону. Помимо этапов в Лейк-Плэсиде  (США) и Санкт-Морице (Швейцария), он участвовал на всех этапах кубка мира. Он дебютировал в Альтенберге (Германия), где финишировал 24-м. Лучшим результатом сезона и пока что лучшим результатом Кубка мира было пятое место на его домашней трассе в Парк-Сити. С 619 очками Крамптон стал вторым лучшим американцем после Мэттью Антуана, занявшего 16-е место в общем зачёте кубка мира. На чемпионате мира 2016 года в Иглсе (Австрия) он финишировал восьмым став лучшим американцем и одиннадцатым с Кэти Юлендер, Кристен Херли, Ланетт Предигер, Ником Полоньято и Кэмерон Стоунз в смешанной американо-канадской команде в командном зачёте. 

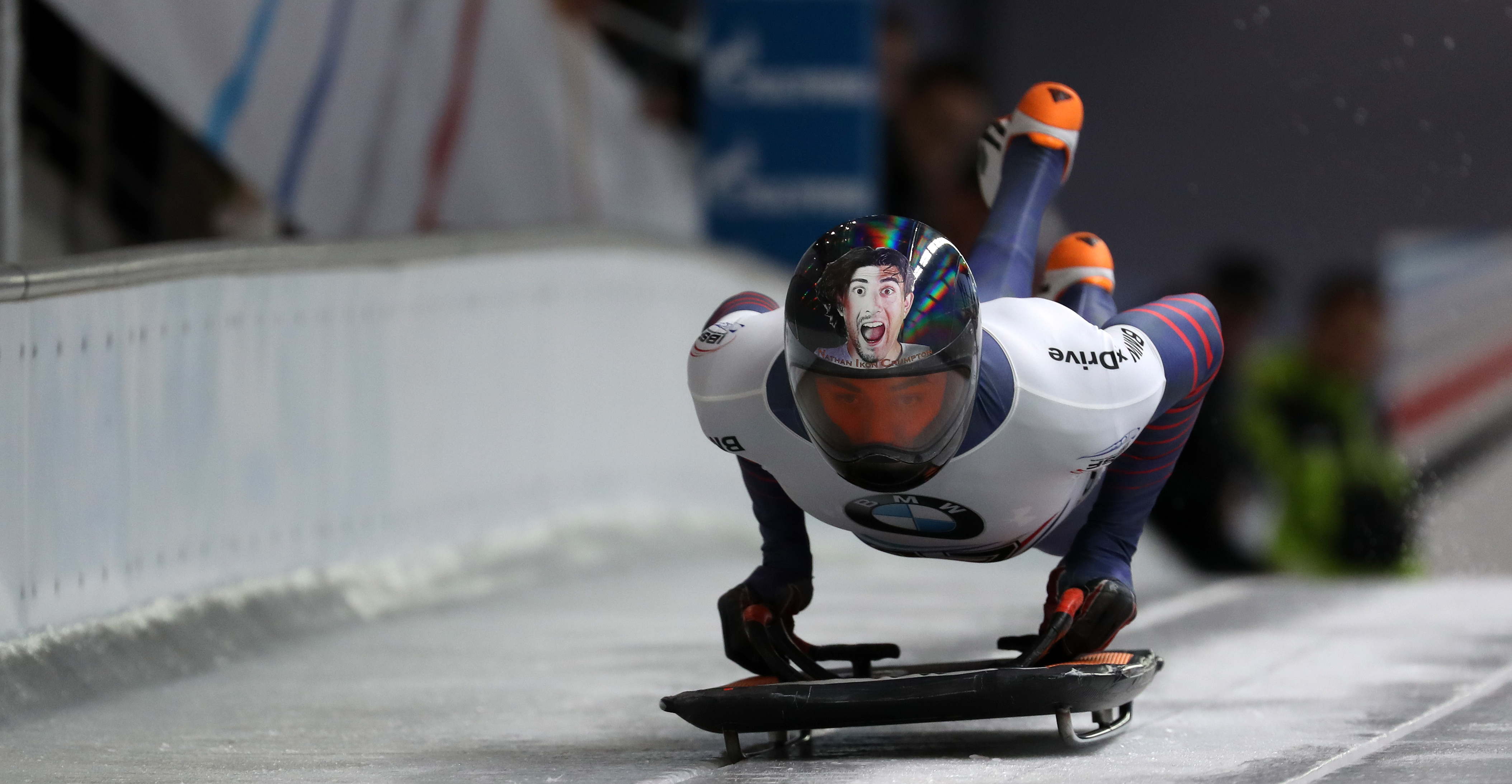
Крамптон стартует на Кубке мира в марте 2017 года в Пхенчхане.

В сезоне 2016/17 Крамптон участвовал во всех этапах Кубка мира и занимал во всех заездах места с 10 по 15. В общем зачёте с 1008 очками он стал одиннадцатым. На чемпионате мира по скелетону 2017 года в Кенигзее (Германия) Крамптон в командных соревнованиях вместе с Джейми Гребелем Позером, Черрелл Гарретт, Кендаллом Весенбергом, Джастином Олсеном и Луисом Морейрой в составе сборной США II стал восьмым, а затем занял 18-е место в индивидуальной гонке.
В олимпийском сезоне 2017/18 Крамптон не смог отобраться в сборную на Кубка мира и изначально участвовал в Межконтинентальном кубке. Показав 9-е и 11-е места в Уистлере (Канада), он не смог зарекомендовать себя в команде на Кубке мира и показал ещё более слабые выступления с 12-м и особенно 24-м местами в Калгари. Тем не менее, он получил ещё один шанс отобраться на Олимпиаду на этапе Кубка мира в Альтенберге, но не смог им воспользоваться, когда финишировал 19-м. После Альтенберга выступил ещё на двух этапах Межконтинентального кубка, в общем зачеёт которой с 374 баллами занял 14-м месте. Однако из-за грыжи диска на спине он не смог продолжить участие в Кубке мира и в конечном итоге отобраться на зимние Олимпийские игры 2018 года в Пхенчхане.
В сезоне 2018/19 тоже сначала участвовал на этапах Межконтинентального кубка, затем получил ещё один шанс на этапе Кубка мира в Сигулде (Латвия), которым не смог воспользоваться, финишировав 14-м. Он продолжал участвовать во второй по величине гоночной серии до конца сезона, где неизменно занимал места в первой десятке. С результатом 536 очков он финишировал восьмым в общем зачёте Межконтинентального кубка.

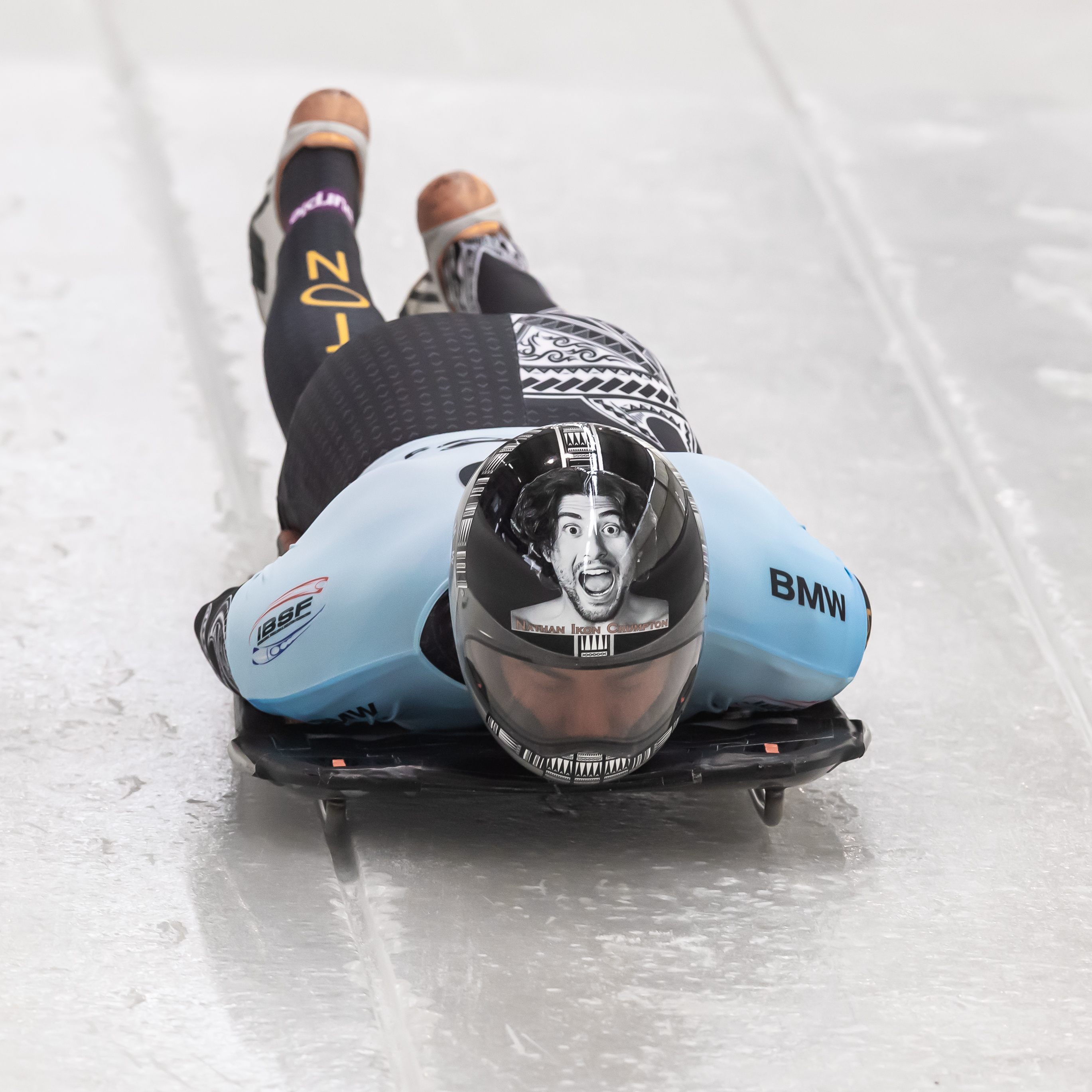
Крамптон стартует на ЧМ-2020.

Смена спортивного гражданства вступила в силу в сезоне 2019/20. Так что Крамптону пришлось стартовать в нижней части одного из двух континентальных кубков. В Кубке Северной Америки он стартовал в двух гонках в Лейк-Плэсиде, где в первой гонке занял второе место после китайца Генга Вэньцяна, а во второй гонке третье место после Яна Венгана и Мартина Розенбергера на том же месте. В Парк-Сити последовали три гонки, все из которых выиграл Крамптон, первая гонка одновременно с китайцем Чжу Хайфэном. Эта победа принесла первую золотую медаль в зимних видах спорта для Американского Самоа. Несмотря на то, что он не участвовал в последних трёх гонках сезона в Лейк-Плэсиде, он финишировал третьим в общем зачёте с 345 очками, всего на одно очко отстав от занявшего второе место Криса Ступа, а также имел лучший средний балл, чем победитель серии испанец Андер Мирамбель, который , как и Ступ, участвовал во всех восьми гонках. Затем он переключился на Кубок Европы, который имеет более высокое качество. В Иглсе он финишировал седьмым и шестым, в Альтенберге снова шестым, а затем финишировал третьим после Феликса Цабеля и Владислава Семёнова впервые попав на подиум в европейской гоночной серии. Во итогам сезона с 173 очками Крамптон стал 13-м, хотя он участвовал только в половине гонок сезона. В последних двух гонках сезона он смог стартовать в Межконтинентальном кубке в Пхенчхане (Республика Корея), где финишировал пятым и девятым. С 593 очками, набранными в гоночной серии более низкого класса, он занял 24-е место в рейтинге FIBT Skeleton Ranking 2019/20, который включал все сезонные гонки всех международных гоночных серий. Кульминационным моментом сезона стал чемпионат мира в Альтенберге, где Крамптон финишировал 18-м.

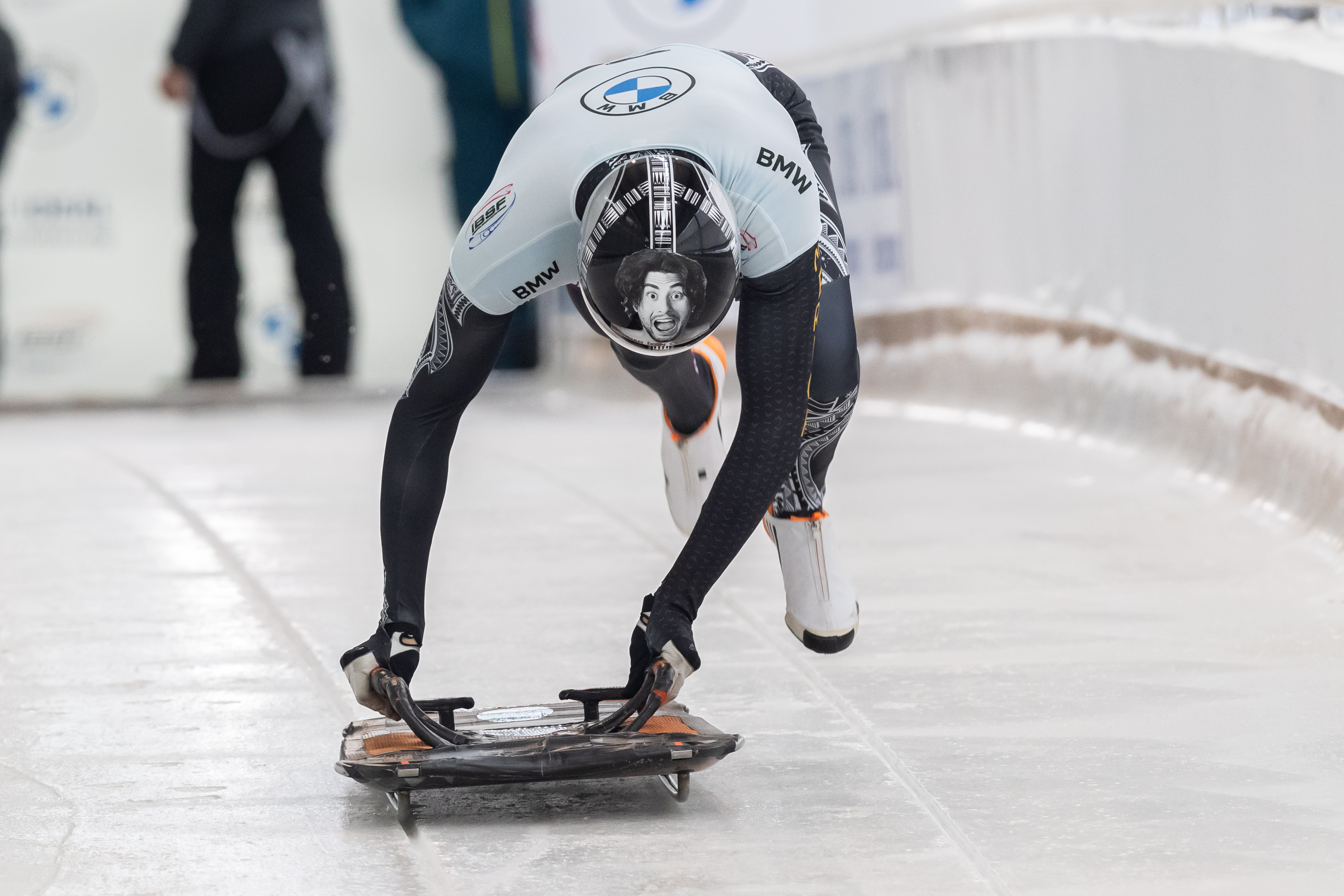
Крамптон на старте первого заезда на чемпионате мира 2021 года.

В сезоне 2020/21 первой гонкой для Крамптона стал первый из двух этапов Кубка мире в  Иглсе, на котором он не финишировал после падения. На втором этапе в Иглсе он занял 15-е место. После этого он в основном участвовал в гонках Европейского и Межконтинентального кубков, где почти всегда занимал места в десятке. Только в финале сезона Кубка мира - снова в Иглсе - он участвовал в ещё одной гонке Кубка мира, в которой финишировал 20-м. Он участвовал во всех гонках Межконтинентального кубка и занял пятое место в общем зачете с 364 очками. Крамптон финишировал 22-м на чемпионате мира по бобслею и скелетону 2021 года, который, как и в прошлом году, проводился в Альтенберге из-за ограничений, в связи с пандемией COVID-19.
После участия в спринте за Американское Самоа на Летних Олимпийских играх 2020 года Крамптон нацелился участвовать в соревнованиях по скелетону на Зимних Олимпийских играх 2022 года. На этапах Кубка мира он набрал достаточно очков для попадания на Олимпийские игры. Таким образом он стал первым скелетонистом из Американского Самоа, прошедшим квалификацию на Олимпийские игры.